# Park na Ambroževem trgu

Park na Ambroževem trgu je sestavni del Ambroževega trga v Ljubljani in leži med Poljanskim nasipom, Poljansko cesto in Rozmanovo ulico.
Park so začeli urejati že tedaj, ko so pričeli z regulacijskimi deli na Ljubljanici, da bi osušili Barje.
Park se razteza vzporedno z Ljubljanico in sega do Cukrarne. Na vstopni strani je strnjena zasaditev kostanjev, pod njimi pa pešpot s Hrenovim križem, spomenikom na sredini, ki je bil postavljen 1621 ob 25. letnici škofovanja Tomaža Hrena. Predstavljal naj bi simbol zmage nad protestantizmom. Je eden najstarejših spomenikov v Ljubljani in eden redkih renesančnih sploh na naših tleh. Pešpot pelje do Cukrarne ob njej so nameščene klopi. 
Park leži na brežini, ki so prekrite z rezanim gabrom. Nekateri kostanji so precej ogroženi zaradi prometa in so bili že večkrat sanirani. Na sredini parka, kjer je bila včasih znana gostilna Pri Židanu, pa stoji mogočna skupina divjih kostanjev. V parku so še rdečelistna bukev, platana, ostrolistni rdeči javor in cigarar.
Širše območje je zaradi svoje bogate zgodovine urbanega razvoja zavarovano z različnimi varstvenimi režimi. Kot del Poljanskega predmestja je zavarovano z Odlokom o razglasitvi nekdanjega Šempeterskega, Poljanskega in Karlovškega predmestja za kulturni in zgodovinski spomenik ter naravno znamenitost (Uradni list RS, št. 18/90, 27/91). Znotraj tega območja so z istim odlokom zavarovani še: zgradba Cukrarne kot kulturni spomenik, hiša Ambrožev trg 7 kot kulturni spomenik, park na Ambroževem trgu s Hrenovim križem kot kulturni spomenik in naravna vrednota, naravna vrednota je tudi ureditev nabrežja Ljubljanice. Ohranja se garažna hiša arh. Severja. Območje predstavlja kot del ljubljanskega mestnega jedra kulturno dediščino z evidenčno številko 328.
V skladu s projektom in natečajem za celovito ureditev, ki jo načrtuje Mestna občina Ljubljana skupaj z državo bo, sedaj ko je bil odprt Fabianijev most, na novo uredila celotno območje Ambroževega trga in parka.